# Бабійчук Георгій Євдокимович
Гео́ргій Євдоки́мович Бабійчу́к (* 12 серпня 1942, Київ) — український живописець і графік. Народний майстер декоративно-ужиткового мистецтва (1976). Заслужений діяч мистецтв України (2007). Член Національної спілки художників України (від 1989 року).
В 1957 р. закінчив навчання в Київській республіканській художній школі ім. Т. Шевченка, а в 1961 академію мистецтв в м. Рига.
З 1966 року художник бере участь в обласних і міжнародних виставках.  Персональні виставки проходили на території України в наступних роках: 1976, 1982—1984, 1988, 1995, 2001 рр., Латвії (1978 р.), Німеччини (1991—1994, 1997—2001, 2002 рр.), Італії (1991 р.), Англії (1991, 1993, 1996—1997, 1999—2000 рр.), Шотландії (1999, 2002 рр.).

## Основні роботи

### Цикли
«По довженківським місцям» (1972—1982);
«По берегам зачарованої Десни» (1973—1993);
"Карпатська сюїта» (1986—1990); 

### Урбаністичні пейзажі
«Європа-90»;
«Шотландські сни» (1999).
Твори художника зберігаються в Чернігівському літературно-меморіальному музеї М. Коцюбинського, Української Папської колегії ім. св. Йосафата і Українському католицькому університеті ім. св. Климента в Римі.

## Звання
- 20 серпня 2007 року надано звання «Заслужений діяч мистецтв України» [2].